# Колетт, Поль
Поль Колетт (1920—1995) — герой Французского Сопротивления. Совершил покушение на премьер-министра вишистского правительства коллаборационистов Пьера Лаваля.

## Жизнь до войны
Поль родился в Кальвадосе. Был рабочим. Изначально он приобрёл монархические убеждения и состоял членом ультрамонархических католических союзов, занимавшихся «защитой традиционных ценностей» и даже «борьбой с масонами и протестантами». В связи с этим в некоторых источниках организации (а среди них была и Французская социальная партия), в которых состоял Поль, называют ультраправыми и профашистскими. В частности, он был деятелем движения «королевских газетчиков».

## Вторая Мировая война
В 1940 Колетт участвовал на стороне Франции в сражении под Дюнкерком, а после победы немцев был эвакуирован в Англию. Про этот краткий период его жизни известно довольно мало, но через несколько месяцев он вернулся во Францию.

### Покушение на премьер-министра вишистов
Несмотря на ненависть к оккупантам, Поль вступил в ряды легионеров (Легион Французских Добровольцев), но не для борьбы с большевиками, а только с целью получить возможность застрелить кого-то из видных коллаборационистов. Во время парада в Версале 27 августа 1941 года он выхватил револьвер калибра 6,35 и произвёл пять выстрелов в Лаваля. Расстояние было большим, но Лаваль всё же был легко ранен одной из пуль. Другим раненным оказался вишистский коллаборационист Марсель Деа.

### Последствия покушения
Перед арестом Колетт был сильно избит сослуживцами по легиону. Затем он был приговорён к смерти (специальным судом 1 октября 1941 года), но маршал Петэн в порядке помилования заменил смертную казнь пожизненным заключением. Колетт отбывал его в нескольких французских тюрьмах, а затем в Германии, куда заключенного этапировали после высадки Союзников в Нормандии. Покушение наделало много шуму и воодушевило французов на сопротивление оккупации. Под впечатлением от него Жан Ануй написал свою трагедию «Антигона».

## Жизнь после войны
В 1985 году был награждён орденом Почетного легиона. Мотивы Поля остались по большей части неизвестными и являются предметом исторической дискуссии, как и его невероятное (по меркам и законам военного времени) помилование. Поль Колетт умер 5 января 1995 года в возрасте 74 лет.